# Sagapool
Sagapool est un groupe canadien de musiques du monde, originaire de Montréal, au Québec. Formé en 1999, le groupe s'appelle Manouche, avant de se rebaptiser Sagapool en 2008.

## Histoire
Sagapool est formé en 1999, au Conservatoire de musique de Montréal. Il se produit régulièrement à travers le Québec : le groupe a joué plusieurs fois au Festival international de jazz de Montréal, ainsi qu’au Festi Jazz international de Rimouski, au Festival de la chanson de Tadoussac, dans les maisons de la culture de Montréal et dans différentes autres villes. Il a également fait plusieurs tournées, en Ontario, dans les Maritimes, aux États-Unis, en France et en Belgique.
En 2012, Sagapool sort son quatrième album, Sagapool,.

## Style musical
Les influences musicales du groupe sont très larges. Leur musique instrumentale évoque des images cinématographiques et passe par des influences tant art rock et post rock que folk, klezmer, gitan et manouche, latin et jazz. Bien qu’inspiré à l'origine par des musiques traditionnelles, le répertoire du groupe est entièrement original et l’écriture laisse beaucoup de place à l’improvisation.

## Membres
- Luzio Altobelli – accordéon, batterie, contrebasse
- Guillaume Bourque – clarinette, clarinette basse
- Alexis Dumais – piano, rhodes, contrebasse
- Zoé Dumais – violon, alto, glockenspiel
- Dany Nicolas – guitare, banjo, contrebasse
- Marton Maderspach – batterie, contrebasse

## Discographie
- 2002 : Apprenti Moustachu
- 2005 : St-Urbain Café
- 2008 : Épisode Trois[1]
- 2012 : Sagapool

## Distinctions
- L’album St-Urbain Café est nommé à l'ADISQ « meilleur album instrumental » en 2006[réf. nécessaire].
- Le groupe a également remporté le prix découverte ROSEQ-RADARTS en 2006[réf. nécessaire].
- L'album Épisode Trois est nommé « Album de l'année - instrumentistes » aux Prix de la musique folk canadienne en novembre 2008[1].
- Le groupe remporte le Prix Galaxie Étoile 2008, pour sa performance à la ROSEQ[réf. nécessaire].
- L'album Épisode Trois est nommé album de la semaine par le journal Ici, en mai 2008[réf. nécessaire].
- L'album Épisode Trois est nommé au GAMIQ comme « meilleur album world music » de l'année en 2008[réf. nécessaire].
- L'album Sagapool est nommé « Album instrumental de l'année » à l'ADISQ en octobre 2012[4].
- L'album Sagapool est nommé dans deux catégories aux Prix de la musique folk canadienne en octobre 2012[5].